# Pyrausta persimilis
Pyrausta persimilis là một loài bướm đêm trong họ Crambidae.